# Renée James
Renée J. James, née en 1964 est une dirigeante d'entreprise américaine, fondatrice et présidente de Ampere Computing. Elle a  été présidente du groupe Intel de mai 2013 à février 2016.
En 2014, elle a été classée 21e par Fortune dans le classement des femmes les plus puissantes dans le monde des affaires et la 37e femme la plus puissante au monde par le magazine Forbes.